# Tropizodium
Tropizodium là một chi nhện trong họ Zodariidae.

## Các loài
Chi này được ghi nhận có khoảng 9 loài:
- Tropizodium inayatullahi (Ovtchinnikov, 2006)
- Tropizodium kalami Prajapati, Murthappa, Sankaran & Sebastian, 2016
- Tropizodium molokai Jocqué & Churchill, 2005
- Tropizodium murphyorum Dankittipakul, Jocqué & Singtripop, 2012
- Tropizodium peregrinum Jocqué & Churchill, 2005
- Tropizodium serraferum (Lin & Li, 2009)
- Tropizodium siam Dankittipakul, Jocqué & Singtripop, 2012
- Tropizodium trispinosum (Suman, 1967)
- Tropizodium viridurbium Prajapati, Murthappa, Sankaran & Sebastian, 2016